# Бакинский сельский округ (Краснодарский край)
Бакинский сельский округ — административно-территориальная единица города Горячий Ключ как объекта административно-территориального устройства Краснодарского края.
В рамках структуры администрации муниципального образования города Горячий Ключ функционирует его территориальный орган — Администрация Бакинского сельского округа.
Административный центр и единственный населённый пункт сельского округа — станица Бакинская.

## Население
| 2002 | 2010  |
| ---- | ----- |
| 2185 | ↗2519 |

## История
20-21 февраля 1975 года город Горячий ключ был выделен из состава Апшеронского района Краснодарского края и наделён статусом города краевого подчинения, при этом из Апшеронского района Горячеключевскому горсовету были переподчинены близлежащие сельсоветы, в том числе Бакинский сельсовет. В 1990-е годы подчинённые Горячему Ключу сельсоветы (сельские администрации) были преобразованы в сельские округа.